# Cajsa Stina Åkerström
Cajsa Stina Åkerström, nota anche con lo pseudonimo di CajsaStina (Stoccolma, 16 agosto 1967), è una cantante e scrittrice svedese.

## Biografia
La Åkerström è figlia del cantante Fred Åkerström. Sin da bambina ha affiancato il padre nelle sue esibizioni. Quando il padre è morto nel 1985 ha interrotto la sua carriera musicale e ha iniziato a studiare archeologia all'Università di Lund. Ha lavorato come archeologa in un museo della provincia di Kalmar. Cajsa è tornata alla vita artistica come collaboratrice in un programma radiofonico nel 1991. Ha debuttato come autrice di testi nel 1994 con l'album CajsaStina, del quale fa parte il singolo Fråga stjärnorna.
Nel settembre 2010 ha pubblicato il libro Du och jag, farsan, che tratta del rapporto con il padre e di se stessa.
La Åkerström ha partecipato nel 2014 al Melodifestivalen con il testo da lei scritto, En enkel sång ottenendo il settimo posto in classifica.
Nel 1999 ha preso parte al programma radiofonico Sommar i P1 e nel 2010 a Vinter i P1.

## Discografia

### Album
- 1994 – CajsaStina
- 1996 – Klädd för att gå
- 1998 – Cirklar
- 2001 – Folkmusik på svenska con canzoni di CajsaStina Åkerström, Åsa Jinder, Margareta Bengtson e Stefan Sundström
- 2001 – En bit på väg – CajsaStina Åkerströms bästa
- 2001 – Picknick
- 2003 – Huset med de arton rummen con canzoni di CajsaStina Åkerström, testo e lettura di Stina Ekblad
- 2005 – De vackraste orden – Tio visor
- 2006 – Kärleken finns överallt
- 2007 – Visor från förr och nu
- 2009 – Sånger om dej och mej
- 2011 – Visor från när och fjärran
- 2013 – Balladen om Eken
- 2015 – Vreden och stormen

### Singoli
- 1994 – Fråga stjärnorna
- 1994 – Du (vill se dig igen)
- 1994 – Vill du veta vem jag är
- 1994 – Änglarna håller hov
- 1996 – Socker, knäckebröd & choklad
- 1996 – Kom
- 1998 – Vänd dig om
- 2000 – Trøstevise (con Finn Kalvik)
- 2002 – Härlig dag / Himmel över dig
- 2005 – Som en längtan
- 2005 – De vackraste orden / Jag ger dig min morgon
- 2006 – Kärleken finns överallt
- 2007 – Allt vi behöver

## Premi e riconoscimenti
- 2005 – Fred Åkerström-stipendiet
- 2009 – Nils Ferlin-Sällskapets trubadurpris
- 2011 – Priset ur Truxas minnesfond
- 2016 – Evert Taube-stipendiet[2]